# Ditrichum luteum
Ditrichum luteum là một loài rêu trong họ Ditrichaceae. Loài này được Dixon & Thér. mô tả khoa học đầu tiên năm 1926.